# Impédancemétrie (ORL)
Pour les articles homonymes, voir impédancemétrie.
En ORL, l’impédancemétrie est un examen qui enregistre plusieurs graphiques, pour traduire le degré de souplesse du tympan selon la pression atmosphérique et les sons reçus. L’impédance du tympan est son degré de rigidité.
L’impédancemétrie se base sur deux tests : la tympanométrie et la recherche des réflexes stapédiens.
Comment cela se passe :
Après avoir vérifié l’absence de bouchon (cérumen) dans l’oreille ou l’avoir nettoyée, le médecin place un petit embout qui contient trois fins conduits : l'un fait varier la pression de l’air sur le tympan, un autre envoie des sons et le dernier enregistre les sons.
Plus le tympan est rigide, plus il renvoie les sons ; plus il est souple, plus il absorbe les sons.
L’examen est rapide, sans aucun désagrément et peut être fait à tout âge : il est très couramment pratiqué dans les examens de l’audition, souvent même en médecine scolaire.
La tympanométrie :
On augmente progressivement la pression extérieure sur le tympan, et on enregistre les sons réfléchis à chaque niveau.
L'appareil écrit les mesures sur une courbe, qui si l'examen est normal ressemble à un triangle. La tympanométrie explore la fonction de la trompe d'Eustache.
L’étude du réflexe stapédien :
Le réflexe stapédien permet de vérifier si les osselets et le tympan se durcissent bien lorsqu'un son est émis.
Si le réflexe est absent cela peut indiquer diverses pathologies, depuis une séquelle d'otite séreuse jusqu'à la sclérose en plaques, en passant par l’otospongiose (liste non exhaustive).
S’il est présent mais seulement pour des sons faibles c'est une atteinte de l'oreille interne.
L'étude du réflexe stapédien est donc utile afin de déterminer la localisation des atteintes.
Source
,